# Pedro de Alcántara Téllez-Girón y Pimentel
Pedro d'Alcántara Téllez-Girón y Pimentel (Quiruelas de Vidriales, Zamora, 15 d'octubre de 1776 - 24 de gener de 1851) també conegut com el príncep d'Anglona, va ser un destacat militar durant la Guerra de la Independència Espanyola. Va ser director del Museu del Prado de 1820 a mitjan 1823, quan l'exèrcit francès envaí novament Espanya i hagué d'exiliar-se a Itàlia. El 1840 fou nomenat governador i capità general de Cuba.
També fou membre de la Reial Acadèmia de la Història i director de la Reial Acadèmia de Belles Arts de Sant Ferran de 1849 a 1851, càrrec que va ostentar fins a la seva mort.

## Biografia
Fill petit de Pedro de Alcántara Téllez-Girón, IX duc d'Osuna i María Josefa Pimentel y Téllez-Girón, tots dos importants mecenes de les arts i les lletres espanyoles de l'època. Francisco de Goya els va fer de la família el retrat Els ducs d'Osuna i els seus fills que es troba al Museu del Prado.
Sota les ordres del duc del Parque, va estar lluitant a Salamanca al comandament d'una divisió de cavalleria durant les batalles de Tamames (1809), i Alba de Tormes (1809) i, més tard, sota les ordres de Manuel la Peña en la batalla de Chiclana (1811).
El 30 d'octubre de 1812, en plena Guerra del francès, va ser enviat per les Corts de Cadis a arrestar al general Francisco Ballesteros, cap del 4t Exèrcit, qui, a principis d'aquest mes, havia cridat a la rebel·lió en protesta pel nomenament de Wellington com generalíssim de l'Exèrcit d'Espanya.
En setembre de 1813, al comandament d'una divisió del III Exèrcit, arribà per a participar en el setge de Pamplona. A principis de 1814, ja estava al comandament d'aquest mateix exèrcit, amb 21.000 efectius, i en abril d'aquell any creuaren els Pirineus per a ocupar Pau.